# Lenah Higbee

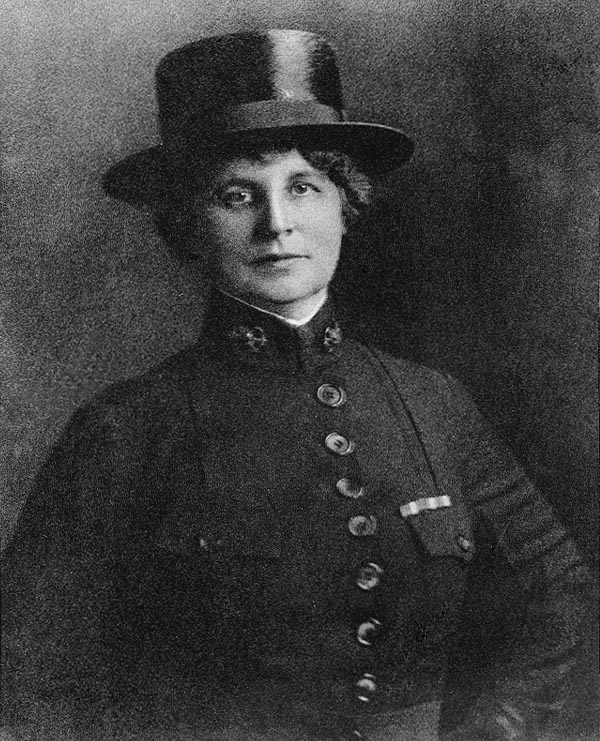
Lenah Higbee

Lenah H. Sutcliffe Higbee (* 18. Mai 1874 in Chatham, New Brunswick, Kanada; † 10. Januar 1941 in Winter Park, Florida, Vereinigte Staaten) war von 1911 bis 1922 Superintendentin des United States Navy Nurse Corps.
Die als Lenah H. Sutcliffe geborene Frau machte 1899 am New York Postgraduate Hospital eine Ausbildung zur Krankenschwester und trat kurz darauf in eine private Arztpraxis ein. Lenah Higbee bildete sich 1908 im Fordham Hospital, New York City fort und trat als eine der ersten Frauen in das neugebildete US Navy Nurse Corps ein. Diese zwanzig Frauen, die in der Navy später als „The Sacred Twenty“ bezeichnet wurden, waren die ersten Frauen, die formell Dienst in der Navy der Vereinigten Staaten leisteten.
Im April 1909 wurde Higbee befördert und Chief Nurse am Norfolk Naval Hospital. Higbee, mittlerweile von Lieutenant Colonel John Henley Higbee verwitwet, wurde 1911 auf die Stelle des Superintendent des Navy Nurse Corps versetzt. Sie wurde damit Nachfolgerin der ersten Superintendent Esther Hasson. In dieser Position leitete sie das US Navy Nurse Corps während des Ersten Weltkrieges. Als ihr 1918 in Anerkennung für ihre Dienste das Navy Cross verliehen wird, war sie die erste lebende Frau, der diese Ehre zuteilwurde. Am 23. November 1922 nahm sie ihren Abschied vom Militär.

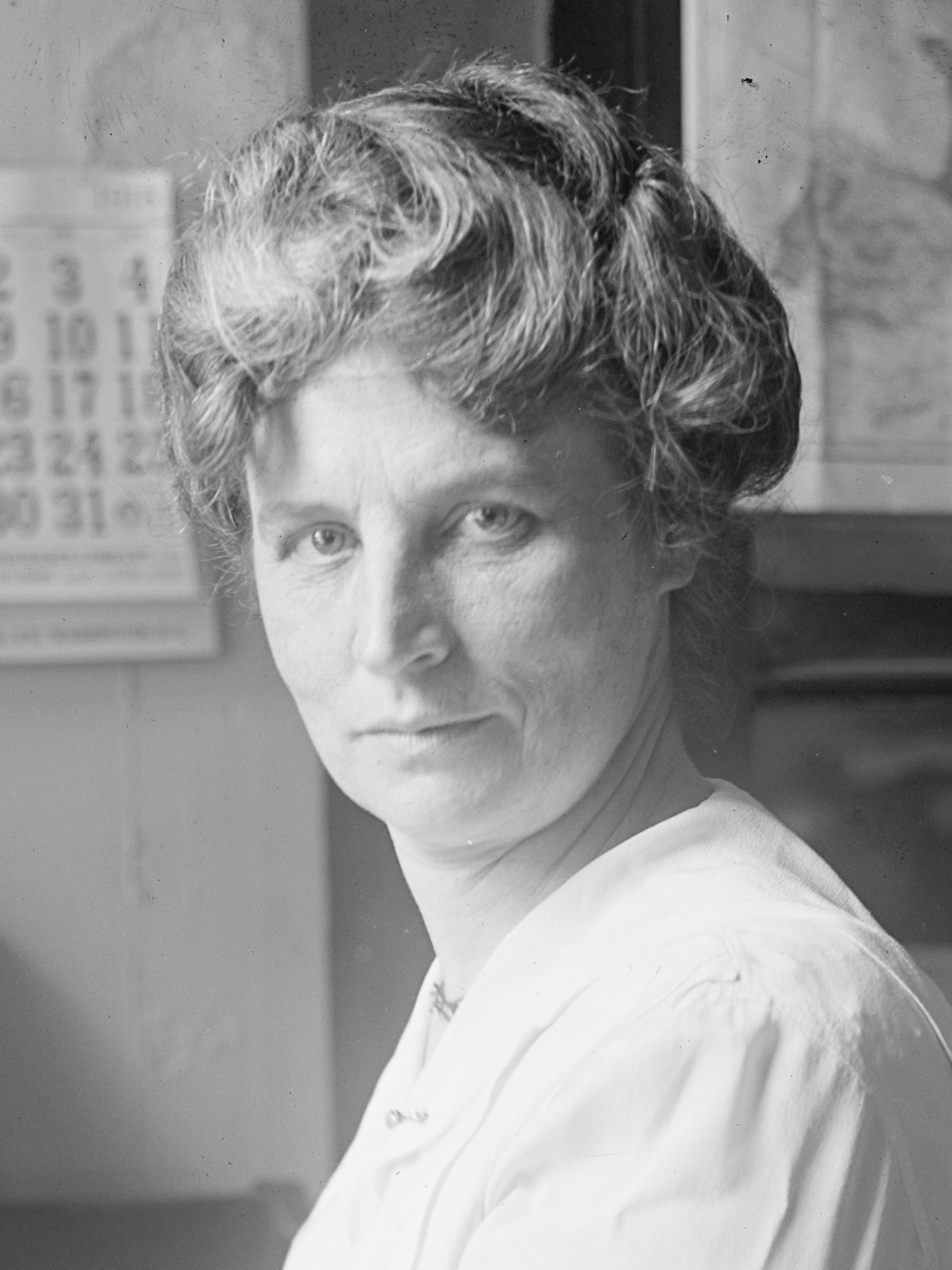
Lenah Higbee im Jahr 1918

Sie wurde nach ihrem Tod auf dem Nationalfriedhof Arlington beerdigt. Als 1945 das nach ihr benannte Kriegsschiff USS Higbee (DD-806) in Dienst gestellt wurde, war es das erste nach einer Angehörigen des Navy Nurse Corps benannte Kriegsschiff der Vereinigten Staaten. Am 24. April 2021 wurde die USS Lenah H. Sutcliffe Higbee (DDG-123), ein Lenkwaffenzerstörer der Arleigh-Burke-Klasse auf ihren Namen getauft.